# Dustin Higgs
Dustin Higgs, född 10 mars 1972 i Poughkeepsie, död 16 januari 2021 i Terre Haute, var en amerikansk man som dömdes till döden för sin inblandning i morden på tre kvinnor – Tamika Black (19), Tanji Jackson (21) och Mishann Chinn (23) – i Maryland i januari 1996. Morden ägde rum i närheten av Patuxent Wildlife Research Center i Prince George's County. Området räknas som federal mark och Higgs ställdes därför inför rätta federalt och inte av staten Maryland. Den fällande domen mot Higgs och hans avrättning gav upphov till allvarliga kontroverser. Higgs, som avrättades med giftinjektion, var en av tre dödsdömda som avrättades federalt under Donald Trumps sista vecka som president; de övriga två var Lisa Marie Montgomery och Corey Johnson.